# 下甑町青瀬
下甑町青瀬（しもこしきちょうあおせ）は、鹿児島県薩摩川内市の大字。旧薩摩国甑島郡甑島郷青瀬村、甑島郡下甑村大字青瀬、薩摩郡下甑村大字青瀬。郵便番号は896-1521。人口は139人、世帯数は93世帯（2020年10月1日現在）。
甑島列島の下甑島の中部に位置しており、青瀬の海岸付近に集落が形成されている。夏になると青瀬海岸ではウミガメの産卵がみられる。

## 地理
薩摩半島の西部に浮かぶ甑島列島南部の下甑島の中央部に位置している。東方は東シナ海に面している他、西方には青潮岳などの山脈を隔てて下甑町瀬々野浦、下甑町片野浦、北方には下甑町長浜が接しており、南方には口岳を隔てて下甑町手打に接している。
青瀬海岸の平地を中心に集落が形成されており、瀬尾、南、町、堂之下、向井の各集落がある。青瀬海岸は白砂の海水浴場となっており、夏にはウミガメの産卵が確認されている。

### 自然保護地区
2015年（平成27年）3月16日に甑島列島の区域を対象とした国定公園として「甑島国定公園」が指定された。青瀬の南部が国定公園の区域に含まれており、2015年（平成27年）3月16日の鹿児島県告示「甑島国定公園区域内における特別地域の指定」により一部が特別地域に指定された。

### 山岳
国土地理院地図（抄）。
- 青潮岳 - 標高510.2m
- 口岳 - 標高487.3m

### 島嶼・岩礁
国土地理院地図（抄）。陸繋した浜辺や海礁上の小岩、無名の岩を除く。
- トガリ瀬

### 小字
「角川日本地名大辞典」によると下甑町青瀬の小字は以下のとおりである。
池平、瀬尾、松原、観音道、金山、本越道、本越、日彰、ヒコツル、瀬尾川内、一里橋、以田尾、白浜向、高林、山二田、諸麦、瀬々野浦道、大林、黒二田、大桑木、大平、臼木、横氏、川内、石田尾、山口、田畑、田平、南、町、向井、中次、新田、外薗、古里、水洗、小川道下、小川、平床、牛道、生石、赤坂、新九、深入、中ノ田、平田、横手、堂農、大横手、風呂前田、大通、浜田、金兵衛、後田、小森、後ノ迫、白坂、四無、高尾、穴田、瀬戸田、七十地、長畠、焼原

## 歴史

### 近世の青瀬

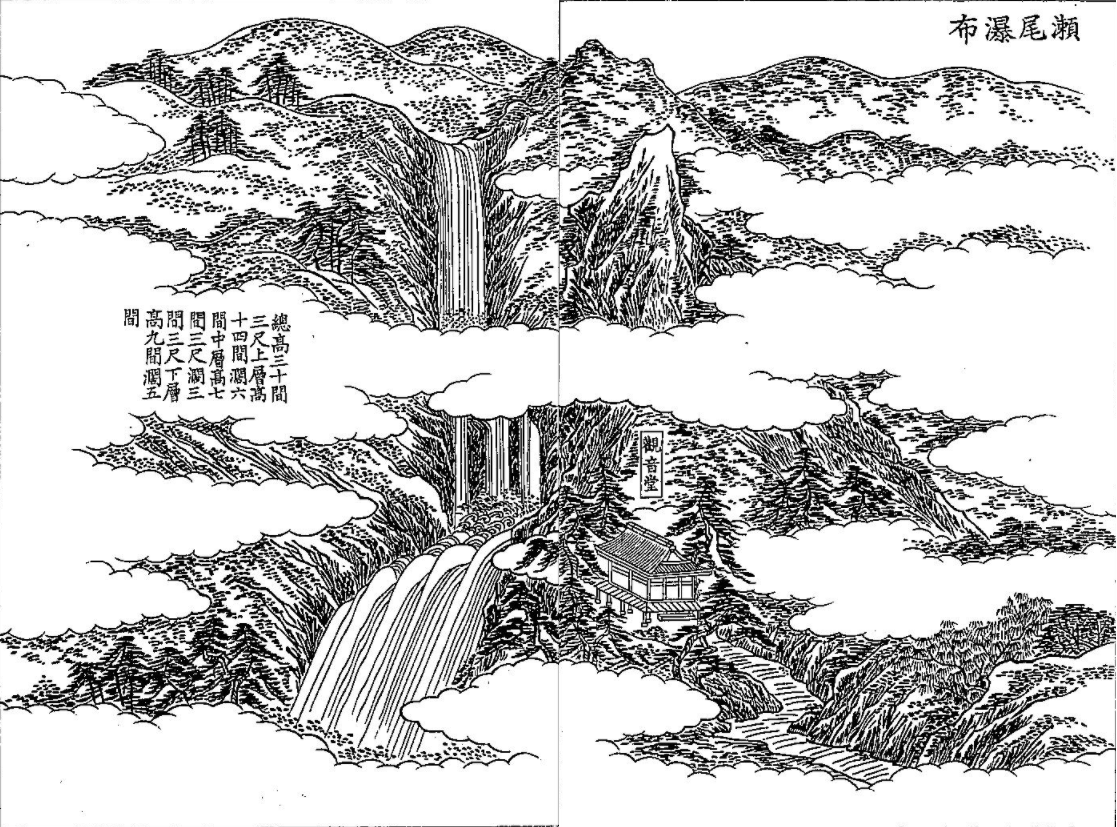
江戸時代後期の地誌三国名勝図会に掲載されている「瀬尾瀑布」

青瀬という地名は江戸時代より見られ、薩摩国甑島郡甑島郷（外城）のうちであった。また、元禄国絵図においては下甑村のうちであったと記載されている。村高は「旧高旧領取調帳」の記述によれば322石余、「三州御治世要覧」によれば250石余であった。
測量家である伊能忠敬が著した「九州東海辺沿海村順」では青瀬村の家数は216と記録されており、また伊能が記した「伊能忠敬測量日記」において青瀬村の瀬尾に人家が3～4軒、漁小屋12～13軒と記されている。
江戸時代後期に薩摩藩が編纂した地誌である『三国名勝図会』では瀬尾瀑布について以下のように記述されている。

下甑村青瀬にあり、流水此地の瀬尾山より出て、瀑布となる、水勢大ならずといへども、其高いこと凡三十間、東に向ふ、瀑布凡そ三層にして落つ、下の一層は、巨巌の滑石にして、幾條にも分て、宛も白練を掛たるが如し、瀑下一面の平石にして、瀑潭なく、流水平石の上を行く、下流は青瀬の海に入る、瀑布の下に二間方の堂あり、聖觀音を安置す、因て観音瀑ともいふ、左右に岡阜あり、林木翠を交へ、風光佳勝なり、海中船を浮て眺望するに、上二層の瀑布、山翠の中に彩を分ち、景状更に妙絶なり、源俊頼歌に、山姫の嶺の梢に引かけて晒せる布やたきのしら浪、と詠せしは、此瀑の景勝に愜へり、
—三国名勝図会第三十巻

### 町村制施行以後の青瀬
1889年（明治22年）に町村制が施行されたのに伴い、下甑島にあった下甑島にある手打村、片野浦村、瀬々野浦村、青瀬村、長浜村、藺牟田村の6村が合併し下甑村が発足。それまでの青瀬村の区域は下甑村の大字「青瀬」となった。翌年の1890年（明治23年）2月5日には、下甑村の条例「下甑村区会条例」によって町村制第64条及び第114条に基づく区である「第四区」が大字青瀬一円を区域として設置された。
1947年（昭和22年）に青瀬に青瀬の区域を管轄する下甑村役場第四出張所が置かれ、1950年（昭和25年）には「下甑村役場出張所設置条例」が制定され、第四出張所は青瀬出張所に改められた。1952年（昭和27年）には手打に設置されている村役場の位置が不便なことが多いと村議会の協議会で議題に上がり、役場の移転が協議された。その結果、同年3月27日に行われた下甑村臨時議会において役場の位置を大字青瀬に移転する「下甑村役場位置に関する条例を改正する条例」が議決された。4月5日の村議会では村長職務代理者となっていた助役より「急施を要する事件とは認められない」、「村財政上困難である」、「村の平和を紊す」として再議すべきとの議案が提出された。この再議議案に対して分村の動議が提出されることとなり、結果として分村についての審議と新たに案として出された青瀬に村役場支所を設置する条例の審議が並行して行われることとなった。
審議の結果、青瀬に支所を設置することで決着し、1954年（昭和29年）4月8日に青瀬支所の庁舎が竣工した。なお、青瀬支所は交通事情の改善によって支所設置の必要性が希薄になったとして1986年（昭和61年）1月1日に廃止された。
2004年（平成16年）10月12日に下甑村が川内市、東郷町、入来町、祁答院町、樋脇町、鹿島村、上甑村、里村と新設合併し薩摩川内市が設置された。この市町村合併に伴い設置された法定合併協議会において大字名については「従前の村名を町名とし、これを従前の大字名冠したものをもって、大字とする」と協定され、旧村名である「下甑村」の村を町に置換え、従前の大字名である青瀬に冠することとなった。合併当日の10月12日に鹿児島県の告示である「 字の名称の変更」が鹿児島県公報に掲載された。この告示の規定に基づき即日名称の変更が行われ、大字名が「青瀬」から薩摩川内市の大字「下甑町青瀬」に改称された。

### 字域の変遷
| 実施後         | 実施年                    | 実施前         |
| -------------- | ------------------------- | -------------- |
| 青瀬字南の一部 | 1999年（平成11年）2月12日 | 公有水面埋立地 |

## 文化財

### 国指定
- 甑島のトシドン（重要無形民俗文化財、無形文化遺産の保護に関する条約に基づく無形文化遺産）
下甑島の年中行事である。1977年（昭和52年）に国の重要無形民俗文化財に指定されている[25][26]。また2009年（平成21年）、国連教育科学文化機関(UNESCO)の無形文化遺産の新制度第1号のひとつとして「甑島のトシドン」が登録された[27]。青瀬地区の保存会は「青瀬トシドン保存会」がある[28]。2018年（平成30年）に秋田県男鹿市のなまはげを含む国指定重要無形民俗文化財とグループ化し「来訪神：仮面・仮装の神々」の構成文化財の一つとなった[29]。
- ヘゴ自生北限地帯（天然記念物）
熱帯・亜熱帯において自生するシダ植物の一種であるヘゴの自生の北限地域にあたる[30]。1926年（大正15年）10月27日に国指定の天然記念物となった[31]。青瀬のほかに里町里、上甑町中野、南さつま市笠沙町、肝属郡南大隅町、肝付町も北限地域として国指定の天然記念物に指定されている[30]。

### 市指定
薩摩川内市が指定している文化財は以下のとおりである。
- 青瀬ヤンハ（無形民俗文化財）
- 網持ちばやし（無形民俗文化財）
- 江崎鼻祈願銘文（史跡）
- 瀬尾瀑布（名勝）

## 施設

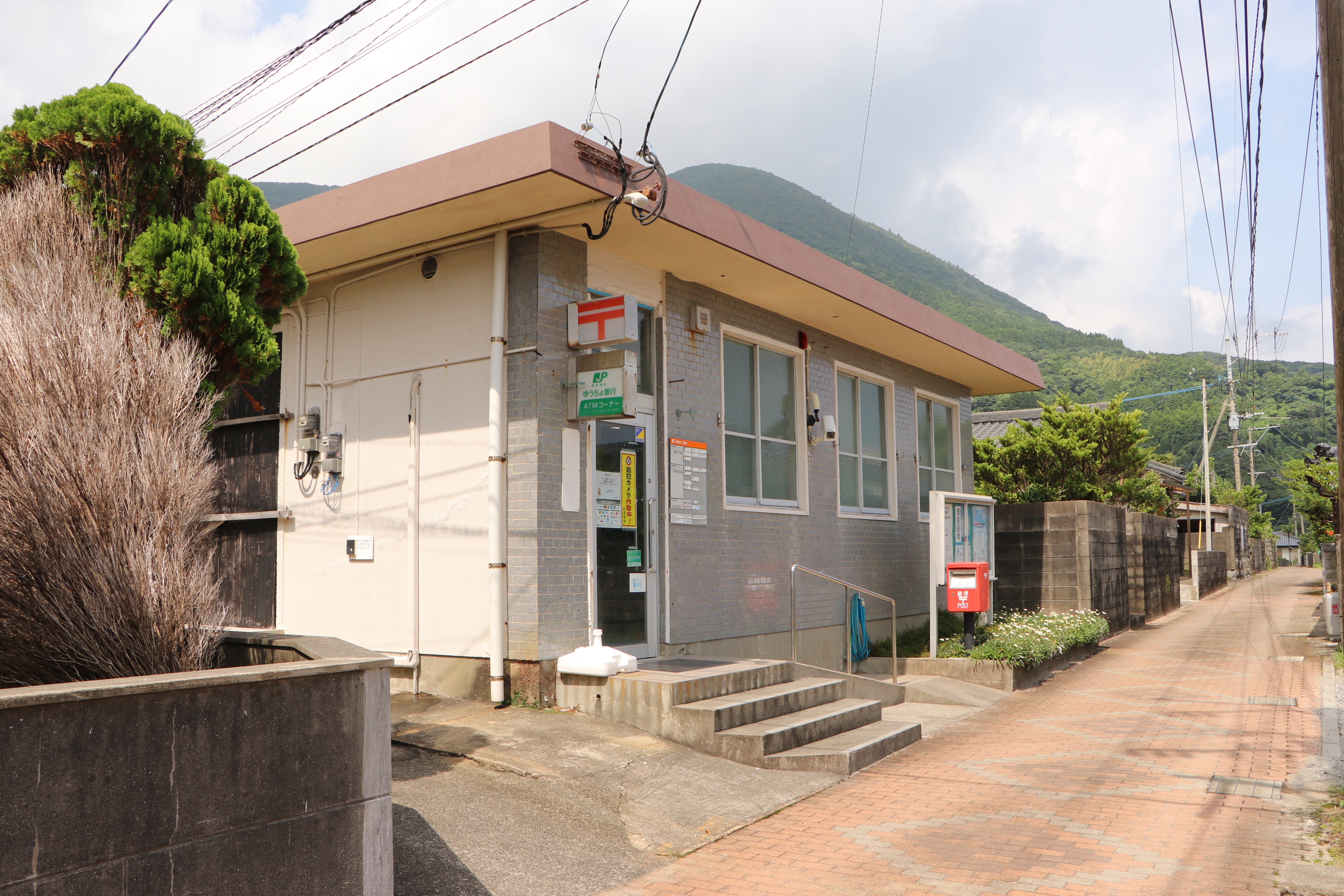
青瀬郵便局

### 公共
- 青瀬地区コミュニティセンター[33]
- 下甑葬祭場[34]
- 薩摩川内市下甑青瀬診療所[35]
- 薩摩川内市下甑歯科診療所[36]
- 下甑クリーンセンター[37]
- 観音三滝公園（キャンプ場を併設[7]）

### 教育
- 薩摩川内市立海星中学校
- かのこ幼稚園[38]
- 下甑学校給食センター[39]

### 郵便局
- 青瀬郵便局

### 寺社
- 青潮神社
- 宝海寺（真宗大谷派[40]）

## 人口
以下の表は国勢調査による小地域集計が開始された1995年以降の人口の推移である。
| 年                 | 人口 |
| ------------------ | ---- |
| 1995年（平成7年）  | 368  |
| 2000年（平成12年） | 308  |
| 2005年（平成17年） | 275  |
| 2010年（平成22年） | 229  |
| 2015年（平成27年） | 173  |
| 2020年（令和2年）  | 139  |

## 教育
青瀬には「薩摩川内市立海星中学校」、「薩摩川内市立かのこ幼稚園」が設置されており、かつては「下甑村立青瀬中学校」、「薩摩川内市立青瀬小学校」が置かれていた。

### 高等教育
青瀬には高等学校が設置されておらず、また甑島列島内にも全日制高校や通信制高校の学習センターは設置されていない。甑島列島内の高校受験生は、学区の制約なく県内の全ての県立高校へ進学できるため、中学校卒業生の多くは九州本土などに転出して、島外の高校に進学する。

### 中学校
青瀬には「薩摩川内市立海星中学校」が設置されており、かつては「下甑村立青瀬中学校」が設置されていた。
青瀬中学校は1947年（昭和22年）に設置され、1949年（昭和24年）に瀬々野浦に西山分校を設置した（1955年（昭和30年）に西山中学校として独立）。1978年（昭和53年）に長浜中学校、青瀬中学校、内川内中学校、西山中学校が統合され「下甑村立海星中学校」が新たに設置された。2021年（令和3年）現在、下甑島にある鹿島中学校（鹿島町藺牟田）及び海陽中学校（下甑町手打）が休校中であるため、海星中学校の通学区域は下甑島の全域にあたる。

### 小学校
青瀬にはかつて「薩摩川内市立青瀬小学校」が置かれていた。青瀬小学校は1886年（明治19年）に青瀬簡易小学校として設立され、その後青瀬小学校、青瀬尋常小学校、青瀬国民学校に改称した。2012年（平成24年）に下甑町長浜にある長浜小学校に統合され閉校した。

### 幼稚園
1954年（昭和29年）に青瀬公民館婦人会によって農繁期に限り開設する託児所として開設された。1970年（昭和45年）に下甑村によって幼児学級が設置され、1983年（昭和58年）に村立に移行し青瀬小学校の付属幼稚園となった。2009年（平成21年）に長浜小学校附属幼稚園と鹿島幼稚園とともにかのこ幼稚園に統合された。2012年（平成24年）にかのこ幼稚園が青瀬小学校跡地に移転し、下甑島北部の鹿島町藺牟田に分園を設置した。

### 小・中学校の学区
市立小・中学校の学区（校区）は以下の通りである。
| 大字       | 小字 | 小学校                 | 中学校                 |
| ---------- | ---- | ---------------------- | ---------------------- |
| 下甑町青瀬 | 全域 | 薩摩川内市立長浜小学校 | 薩摩川内市立海星中学校 |

## 交通

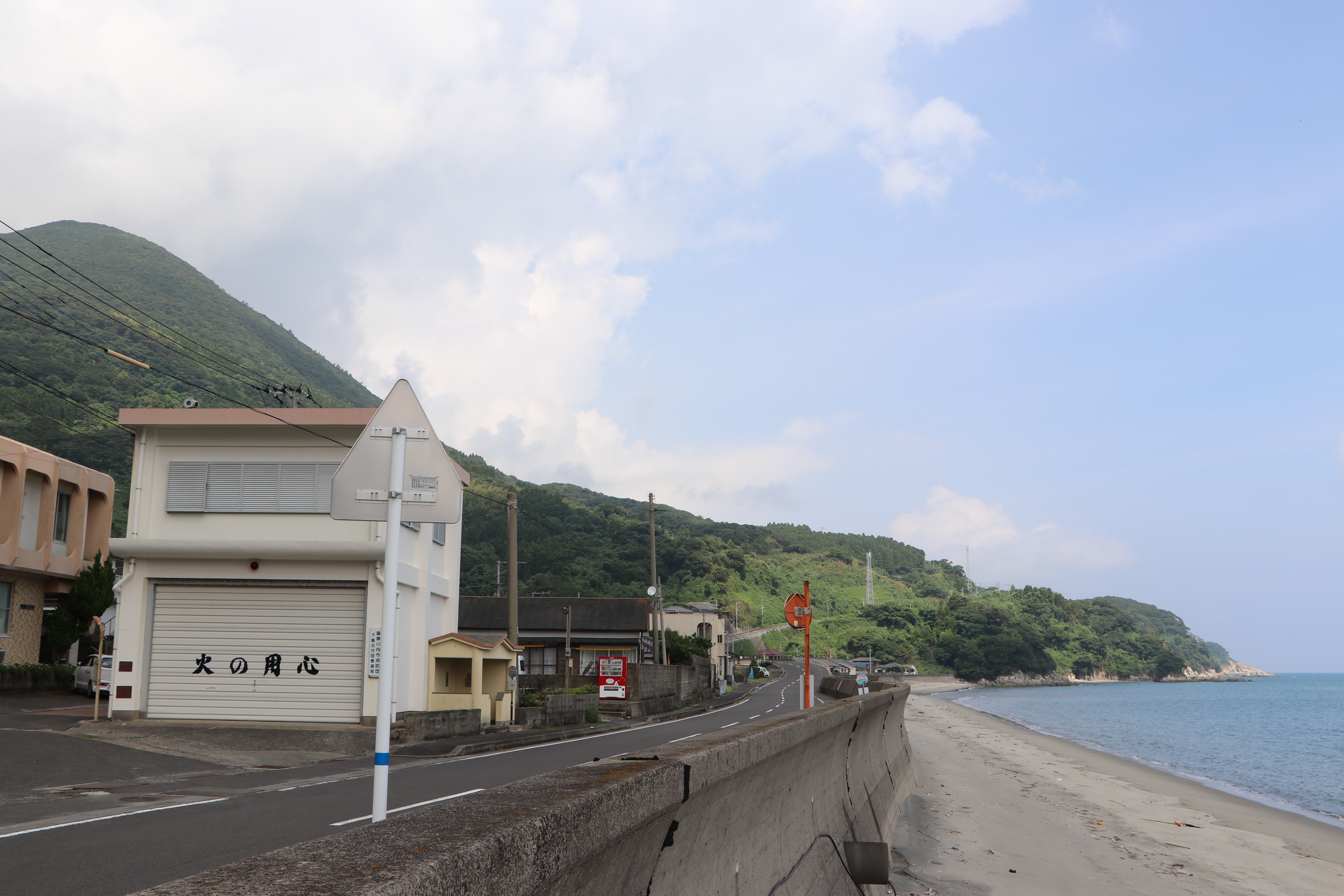
青瀬集落を通る県道349号手打藺牟田港線

道路は1960年（昭和35年）に下甑町手打から鹿島町藺牟田の藺牟田港までを結ぶ手打藺牟田港線が県道として認定され、青瀬から手打までが1972年（昭和47年）に開通した。また道路整備の影響によりそれまで青瀬港に寄港していた航路については1972年（昭和47年）に阿久根航路が抜港となり、1975年（昭和50年）に全ての航路が抜港となった。

### 道路
一般県道
- 鹿児島県道349号手打藺牟田港線

### バス
コミュニティバスである「甑かのこゆりバス」が運行されている。青瀬の区域にあるバス停は2020年（令和2年）現在以下のとおりとなっている。
- こしき縦貫バス（手打港 - 里港）
瀬尾 - 青瀬郵便局前 - 青瀬橋 - 海星中学校前 - 処理場前